# Número esfénico

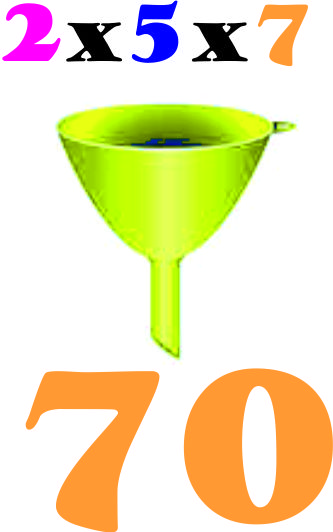
Ejemplo de un número esfénico.

En matemáticas, un número esfénico (del griego antiguo sphen, "cuña") es un número natural que es producto de tres números primos distintos. Nótese que esta definición es más estricta que si simplemente dijese "que tiene exactamente tres factores primos: por ejemplo, 60 = 22 × 3 × 5 tiene exactamente tres factores primos, pero no es esfénico, porque uno de ellos está repetido.

## Propiedades
Todos los números esfénicos tienen exactamente ocho divisores. Si representamos un número esfénico como {\displaystyle n=p\cdot q\cdot r}, donde p, q y r son primos distintos, entonces el conjunto de divisores de n será {\displaystyle \left\{1,\ p,\ q,\ r,\ pq,\ pr,\ qr,\ n\right\}.}
Un número esfénico está por definición libre de cuadrados, porque sus factores primos tienen que ser distintos. Además, la función de Möbius de los números esfénicos es -1.
Los primeros números esfénicos son 30, 42, 66, 70, 78, 102, 105, 110, 114, 130, 138, 154, 165... ((sucesión A007304 en OEIS))
El primer caso de dos números consecutivos que son números esfénicos es 230 = 2×5×23 y 231 = 3×7×11. El primer caso con tres números esfénicos consecutivos es 1309 = 7×11×17, 1310 = 2×5×131, y 1311 = 3×19×23. No puede haber más de tres números esfénicos consecutivos, porque uno de cada cuatro números consecutivos es divisible por 4 = 2×2, y por lo tanto no está libre de cuadrados. El número esfénico más grande que se conoce a fecha de julio de 2009 es (243.112.609 − 1) × (242,643,801 − 1) × (237.156.667 − 1) , es decir, el producto de los tres números primos más grandes conocidos.
- Todo número esfénico es entero libre de cuadrados.[1]